# إدغار كاباروس
إدغار كاباروس (بالإسبانية: Edgar Caparrós)‏ هو لاعب كرة قدم إسباني في مركز الوسط، ولد في 19 مارس 1997 في بالافولس في إسبانيا. لعب مع نادي ترنتشين.

## وصلات خارجية
- إدغار كاباروس على موقع قاعدة بيانات كرة القدم.إي يو (الإنجليزية)
- إدغار كاباروس على موقع Soccerway.com (الإنجليزية)